# Ингрэм, Алекс
Александр Дэвид Ингрэм (2 января 1945 — 3 февраля 2022) — шотландский футболист, нападающий. Он провёл большую часть своей карьеры в «Эр Юнайтед», а с 2008 года был вице-президентом клуба.

## Биография
Ингрэм получил своё прозвище «Дикси» в честь персонажа варьете White Heather Club. В 1970 году Ингрэм присоединился к английской команде «Ноттингем Форест», стоимость сделки составила 40000 фунтов стерлингов. Сыграв 28 матчей за клуб, он вернулся в «Эр Юнайтед» за 15000 фунтов стерлингов.
Ингрэм является четвёртым бомбардиром в истории «Эйр Юнайтед» после Питера Прайса (213), Сэма Макмиллана (127) и Терри Макгиббонса (125). Он забил 117 голов за клуб во всех соревнованиях. Он также поддерживал тесную дружбу с тренером «Манчестер Юнайтед» сэром Алексом Фергюсоном, который закончил карьеру игрока в «Эр Юнайтед». В 2008 году Ингрэм был занесён в Зал славы «Эр Юнайтед».
После окончания карьеры Ингрэм основал автосалон. В последние годы жизни он страдал деменцией, требовал постоянного ухода. Он скончался 3 февраля 2022 года в возрасте 77 лет.